# John A. Poindexter
John A. Poindexter (12 oktober 1825 – 14 april 1869) was een kolonel tijdens voor de Geconfedereerde Staten van Amerika tijdens de Amerikaanse Burgeroorlog.

## Vroege jaren
Poindexter werd geboren op 12 oktober 1825 in Montgomery County, Kentucky. Hij was de zoon van David en Elizabeth (Watts) Poindexter. Over zijn jeugd is niets bekend. Hij huwde met Melissa Lucas. Ze kregen samen een dochter, Mary E. Poindexter (1849–1935). Enkele jaren later overleed Melissa. Hij huwde opnieuw in 1857 met Martha K. "Mattie" Hayes. Het koppel kreeg twee zonen,  Thomas A. Poindexter (1867–1936) en Smith A. Poindexter (1868–1953). Poindexter was een succesvol handelaar en zakenman in Scott County, Kentucky.

## Amerikaanse Burgeroorlog
Toen het conflict in 1861 losbarstte woonde Poindexter in Missouri. Hij nam dienst als kapitein in Company A, 1st Cavalry Regiment, 3rd Division van de Missouri State Guard. Samen met zijn cavaleristen kon hij in augustus een trein stoppen waarin ze geld buit maakten. Hij diende tijdens de Eerste Slag bij Lexington waarbij hij verschillende gedetacheerde pelotons onder zijn bevel had. Na deze slag werd hij op 24 september 1861 verkozen tot kolonel van het 5th Missouri Infantry Regiment, Third Division, Missouri State Guard. Hij werd erop uit gestuurd om nieuwe rekruten te ronselen, maar hij en zijn regiment werden in Howard County, Missouri verrast. Op 8 januari 1862 werd hun kampplaats aangevallen door Noordelijke cavalerie. Poindexter en een deel van zijn soldaten konden ontsnappen.
Tijdens de Slag bij Pea Ridge voerde Poindexter de restanten van 4th en 5th Cavalry regiments van de Missouri State Guard aan. Hij raakte tijdens de slag lichtgewond. Na de Zuidelijke nederlaag bij Pea Ridge werd Poindexter naar het noorden van Missouri gestuurd om nieuwe rekruten te vinden. Zijn collega, Joseph C. Porter, werd naar het noordoosten van de staat gestuurd. De Noordelijke brigadegeneraal Odon Guitar wou deze rekruteringsacties verhinderen. Hij richtte eerst zijn pijlen op Porter en versloeg hem bij Moore's Mill. Daarna nam hij Poindexter in het vizier. Op 11 augustus 1862 versloeg Guitar de groene rekruten van Poindexter bij Slag bij Compton's Ferry. Een deel van de rekruten en Poindexter konden ontsnappen. Guitar zette de achtervolging in en versloeg ze twee dagen later definitief bij Yellow Creek. Poindexter raakte ernstig gewond en werd op 1 september 1862 gevangen genomen. Hij zou niet meer deelnemen aan de oorlog. 
Nadat hij gevangen werd genomen, werd hij door de Noordelijke autoriteiten beschuldigd van guerilla-activiteiten. Uiteindelijk werd hij naar huis gestuurd nadat hij publiekelijk deze activiteiten had veroordeeld en bovendien een borg van $10.000 had betaald.

## Latere jaren
Hij zou nooit volledig herstellen van zijn verwondingen en gevangenschap. Hij overleed op 14 april 1869 en werd begraven in het Antioch Cemetery,  Moberly, Missouri.